# Saison 2021-2022 des Cavaliers de Cleveland
La saison 2021-2022 des Cavaliers de Cleveland est la 52e saison de la franchise en National Basketball Association (NBA).
Le 20 août 2021, la ligue annonce que la saison régulière démarre le 19 octobre 2021, avec un format typique de 82 matchs.
Lors de la draft 2021, les Cavaliers possèdent le 3e choix et sélectionnent l'intérieur Evan Mobley.
La franchise des Cavaliers et la ville de Cleveland accueillent le NBA All-Star Game 2022, dans lequel seront sélectionnés Jarrett Allen et Darius Garland. L'équipe réalise une belle progression par rapport à la saison précédente, remportant deux fois plus de matchs et finissant à la 8e place de la conférence Est et la 3e place de la division Centrale. Leur position leur permet de participer au play-in tournament, mais ils s'inclinent sur leurs deux oppositions, les éliminant de la course aux playoffs.

## Draft
| Tour | Choix | Joueur      | Poste | Nationalité | Provenance       |
| ---- | ----- | ----------- | ----- | ----------- | ---------------- |
| 1    | 3     | Evan Mobley | C/PF  | États-Unis  | Trojans de l'USC |

## Matchs

### Summer League
| Summer League Total: 2-3 |

| Match | Date match | Équipe              | Score    | Meilleur marqueur   | Meilleur rebondeur     | Meilleur passeur  | Lieux                | Série |
| ----- | ---------- | ------------------- | -------- | ------------------- | ---------------------- | ----------------- | -------------------- | ----- |
| 1     | 8 août     | Houston             | D 76-84  | Isaac Okoro (17)    | Mfiondu Kabengele (13) | Jaylen Hands (3)  | Thomas & Mack Center | 0 - 1 |
| 2     | 11 août    | Orlando             | V 94-84  | Isaac Okoro (15)    | Trois joueurs (7)      | Evan Mobley (6)   | Thomas & Mack Center | 1 - 1 |
| 3     | 13 août    | La Nouvelle-Orléans | D 74-87  | Brodric Thomas (15) | Evan Mobley (11)       | Lamar Stevens (4) | Thomas & Mack Center | 1 - 2 |
| 4     | 14 août    | New York            | D 94-103 | Lamar Stevens (21)  | Mfiondu Kabengele (9)  | Hands, Thomas (5) | Thomas & Mack Center | 1 - 3 |
| 5     | 16 août    | Phoenix             | V 88-85  | Trevon Scott (16)   | Mfiondu Kabengele (10) | Lamar Stevens (4) | Thomas & Mack Center | 2 - 3 |

### Pré-saison
| Pré-saison Total: 2-3 (Domicile : 0-2; Extérieur : 2-1) |

| Match | Date match | Équipe    | Score     | Meilleur marqueur    | Meilleur rebondeur  | Meilleur passeur   | Lieux Spectateurs                 | Série |
| ----- | ---------- | --------- | --------- | -------------------- | ------------------- | ------------------ | --------------------------------- | ----- |
| 1     | 5 octobre  | @ Chicago | D 95-131  | Collin Sexton (14)   | Jarrett Allen (10)  | Ricky Rubio (6)    | United Center 11 777              | 0 - 1 |
| 2     | 6 octobre  | @ Atlanta | V 99-96   | Collin Sexton (19)   | Evan Mobley (12)    | Darius Garland (7) | State Farm Arena 11 158           | 1 - 1 |
| 3     | 8 octobre  | Indiana   | D 100-109 | Ricky Rubio (14)     | Lauri Markkanen (7) | Dean Wade (4)      | Rocket Mortgage FieldHouse 10 024 | 1 - 2 |
| 4     | 10 octobre | Chicago   | D 101-102 | Lauri Markkanen (18) | Evan Mobley (10)    | Ricky Rubio (9)    | Rocket Mortgage FieldHouse 10 003 | 1 - 3 |
| 5     | 15 octobre | @ Indiana | V 110-94  | Cedi Osman (14)      | Lamar Stevens (8)   | Darius Garland (4) | Gainbridge Fieldhouse 6 028       | 2 - 3 |

### Saison régulière
| Saison régulière Total: 44-38 (Domicile : 25-16; Extérieur : 19-22) |

| Match | Date match | Équipe          | Score     | Meilleur marqueur  | Meilleur rebondeur    | Meilleur passeur    | Lieux Spectateurs                 | Série |
| ----- | ---------- | --------------- | --------- | ------------------ | --------------------- | ------------------- | --------------------------------- | ----- |
| 1     | 20 octobre | @ Memphis       | D 121-132 | Jarrett Allen (25) | Markkanen, Mobley (9) | Darius Garland (12) | FedExForum 15 975                 | 0 - 1 |
| 2     | 22 octobre | Charlotte       | D 112-123 | Collin Sexton (33) | Kevin Love (11)       | Ricky Rubio (10)    | Rocket Mortgage FieldHouse 17 116 | 0 - 2 |
| 3     | 23 octobre | Atlanta         | V 101-95  | Ricky Rubio (23)   | Jarrett Allen (14)    | Ricky Rubio (8)     | Rocket Mortgage FieldHouse 16 846 | 1 - 2 |
| 4     | 25 octobre | @ Denver        | V 99-87   | Kevin Love (22)    | Jarrett Allen (16)    | Ricky Rubio (8)     | Ball Arena 14 221                 | 2 - 2 |
| 5     | 27 octobre | @ L.A. Clippers | V 92-79   | Collin Sexton (26) | Love, Mobley (10)     | Darius Garland (6)  | Staples Center 13 276             | 3 - 2 |
| 6     | 29 octobre | @ L.A. Lakers   | D 101-113 | Evan Mobley (23)   | Jarrett Allen (9)     | Darius Garland (11) | Staples Center 18 997             | 3 - 3 |
| 7     | 30 octobre | @ Phoenix       | D 92-101  | Cedi Osman (20)    | Kevin Love (12)       | Darius Garland (5)  | Footprint Center 14 516           | 3 - 4 |

| Match | Date match   | Équipe       | Score     | Meilleur marqueur   | Meilleur rebondeur    | Meilleur passeur    | Lieux Spectateurs                 | Série   |
| ----- | ------------ | ------------ | --------- | ------------------- | --------------------- | ------------------- | --------------------------------- | ------- |
| 8     | 1er novembre | @ Charlotte  | V 113-110 | Jarrett Allen (24)  | Jarrett Allen (16)    | Ricky Rubio (8)     | Spectrum Center 13 889            | 4 - 4   |
| 9     | 3 novembre   | Portland     | V 107-104 | Jarrett Allen (24)  | Jarrett Allen (17)    | Darius Garland (10) | Rocket Mortgage FieldHouse 16 231 | 5 - 4   |
| 10    | 5 novembre   | @ Toronto    | V 102-101 | Darius Garland (21) | Jarrett Allen (15)    | Darius Garland (8)  | Scotiabank Arena 19 800           | 6 - 4   |
| 11    | 7 novembre   | @ New York   | V 126-109 | Ricky Rubio (37)    | Jarrett Allen (17)    | Ricky Rubio (10)    | Madison Square Garden 19 040      | 7 - 4   |
| 12    | 10 novembre  | Washington   | D 94-97   | Ricky Rubio (20)    | Jarrett Allen (10)    | Ricky Rubio (5)     | Rocket Mortgage FieldHouse 18 056 | 7 - 5   |
| 13    | 12 novembre  | Détroit      | V 98-78   | Darius Garland (21) | Isaac Okoro (9)       | Ricky Rubio (9)     | Rocket Mortgage FieldHouse 17 095 | 8 - 5   |
| 14    | 13 novembre  | Boston       | V 91-89   | Darius Garland (22) | Evan Mobley (9)       | Ricky Rubio (7)     | Rocket Mortgage FieldHouse 19 432 | 9 - 5   |
| 15    | 15 novembre  | Boston       | D 92-98   | Ricky Rubio (28)    | Mobley, Valentine (9) | Mobley, Osman (5)   | Rocket Mortgage FieldHouse 17 186 | 9 - 6   |
| 16    | 17 novembre  | @ Brooklyn   | D 99-109  | Ricky Rubio (25)    | Ed Davis (11)         | Darius Garland (6)  | Barclays Center 16 922            | 9 - 7   |
| 17    | 18 novembre  | Golden State | D 89-104  | Darius Garland (25) | Ed Davis (14)         | Trois joueurs (5)   | Rocket Mortgage FieldHouse 19 432 | 9 - 8   |
| 18    | 22 novembre  | Brooklyn     | D 112-117 | Darius Garland (24) | Jarrett Allen (15)    | Darius Garland (11) | Rocket Mortgage FieldHouse 17 387 | 9 - 9   |
| 19    | 24 novembre  | Phoenix      | D 115-120 | Jarrett Allen (25)  | Allen, Markkanen (11) | Darius Garland (7)  | Rocket Mortgage FieldHouse 18 055 | 9 - 10  |
| 20    | 27 novembre  | Orlando      | V 105-92  | Darius Garland (26) | Jarrett Allen (11)    | Darius Garland (11) | Rocket Mortgage FieldHouse 18 248 | 10 - 10 |
| 21    | 29 novembre  | @ Dallas     | V 114-96  | Jarrett Allen (28)  | Jarrett Allen (14)    | Darius Garland (9)  | American Airlines Center 19 229   | 11 - 10 |

| Match | Date match   | Équipe                | Score     | Meilleur marqueur   | Meilleur rebondeur  | Meilleur passeur    | Lieux Spectateurs                 | Série   |
| ----- | ------------ | --------------------- | --------- | ------------------- | ------------------- | ------------------- | --------------------------------- | ------- |
| 22    | 1er décembre | @ Miami               | V 111-85  | Kevin Love (22)     | Allen, Mobley (11)  | Darius Garland (7)  | FTX Arena 19 600                  | 12 - 10 |
| 23    | 3 décembre   | @ Washington          | V 116-101 | Darius Garland (32) | Jarrett Allen (13)  | Darius Garland (10) | Capital One Arena 17 227          | 13 - 10 |
| 24    | 5 décembre   | Utah                  | D 108-109 | Darius Garland (31) | Evan Mobley (12)    | Darius Garland (5)  | Rocket Mortgage FieldHouse 18 113 | 13 - 11 |
| 25    | 6 décembre   | @ Milwaukee           | D 104-112 | Jarrett Allen (25)  | Jarrett Allen (9)   | Garland, Rubio (9)  | Fiserv Forum 17 341               | 13 - 12 |
| 26    | 8 décembre   | Chicago               | V 115-92  | Darius Garland (24) | Jarrett Allen (12)  | Ricky Rubio (9)     | Rocket Mortgage FieldHouse 17 707 | 14 - 12 |
| 27    | 10 décembre  | @ Minnesota           | V 123-106 | Jarrett Allen (21)  | Kevin Love (13)     | Darius Garland (12) | Target Center 15 694              | 15 - 12 |
| 28    | 11 décembre  | Sacramento            | V 117-103 | Isaac Okoro (20)    | Evan Mobley (15)    | Darius Garland (13) | Rocket Mortgage FieldHouse 19 432 | 16 - 12 |
| 29    | 13 décembre  | Miami                 | V 105-94  | Kevin Love (23)     | Kevin Love (9)      | Ricky Rubio (7)     | Rocket Mortgage FieldHouse 17 401 | 17 - 12 |
| 30    | 15 décembre  | Houston               | V 124-89  | Darius Garland (21) | Dean Wade (10)      | Ricky Rubio (12)    | Rocket Mortgage FieldHouse 17 131 | 18 - 12 |
| 31    | 18 décembre  | @ Milwaukee           | V 119-90  | Cedi Osman (23)     | Kevin Love (7)      | Ricky Rubio (10)    | Fiserv Forum 17 341               | 19 - 12 |
| -     | 19 décembre  | @ Atlanta             | Reporté   | Reporté             | Reporté             | Reporté             | State Farm Arena                  | -       |
| 32    | 22 décembre  | @ Boston              | D 101-111 | Darius Garland (28) | Kevin Love (12)     | Garland, Rubio (6)  | TD Garden 19 156                  | 19 - 13 |
| 33    | 26 décembre  | Toronto               | V 144-99  | Garland, Love (22)  | Love, Valentine (9) | Darius Garland (8)  | Rocket Mortgage FieldHouse 19 432 | 20 - 13 |
| 34    | 28 décembre  | @ La Nouvelle-Orléans | D 104-108 | Ricky Rubio (27)    | Ricky Rubio (13)    | Ricky Rubio (9)     | Smoothie King Center 15 835       | 20 - 14 |
| 35    | 30 décembre  | @ Washington          | D 93-110  | Kevin Love (24)     | Kevin Love (11)     | Kevin Pangos (6)    | Capital One Arena 15 637          | 20 - 15 |
| 36    | 31 décembre  | Atlanta               | D 118-121 | Kevin Love (35)     | Kevin Love (11)     | Brandon Goodwin (6) | Rocket Mortgage FieldHouse 17 745 | 20 - 16 |

| Match | Date match | Équipe              | Score     | Meilleur marqueur    | Meilleur rebondeur   | Meilleur passeur    | Lieux Spectateurs                 | Série   |
| ----- | ---------- | ------------------- | --------- | -------------------- | -------------------- | ------------------- | --------------------------------- | ------- |
| 37    | 2 janvier  | Indiana             | V 108-104 | Evan Mobley (24)     | Jarrett Allen (11)   | Brandon Goodwin (5) | Rocket Mortgage FieldHouse 17 808 | 21 - 16 |
| 38    | 4 janvier  | Memphis             | D 106-110 | Darius Garland (27)  | Jarrett Allen (12)   | Darius Garland (10) | Rocket Mortgage FieldHouse 18 178 | 21 - 17 |
| 39    | 7 janvier  | @ Portland          | V 114-101 | Darius Garland (26)  | Jarrett Allen (13)   | Darius Garland (6)  | Moda Center 16 708                | 22 - 17 |
| 40    | 9 janvier  | @ Golden State      | D 82-96   | Lamar Stevens (17)   | Allen, Love (7)      | Rajon Rondo (5)     | Chase Center 18 064               | 22 - 18 |
| 41    | 10 janvier | @ Sacramento        | V 109-108 | Jarrett Allen (18)   | Jarrett Allen (17)   | Darius Garland (11) | Golden 1 Center 12 110            | 23 - 18 |
| 42    | 12 janvier | @ Utah              | V 111-91  | Lamar Stevens (23)   | Garland, Mobley (10) | Darius Garland (15) | Vivint Smart Home Arena 18 306    | 24 - 18 |
| 43    | 14 janvier | @ San Antonio       | V 114-109 | Darius Garland (32)  | Jarrett Allen (16)   | Darius Garland (8)  | AT&T Center 12 160                | 25 - 18 |
| 44    | 15 janvier | @ Oklahoma City     | V 107-102 | Darius Garland (27)  | Jarrett Allen (13)   | Darius Garland (18) | Paycom Center 15 284              | 26 - 18 |
| 45    | 17 janvier | Brooklyn            | V 114-107 | Darius Garland (22)  | Jarrett Allen (10)   | Darius Garland (12) | Rocket Mortgage FieldHouse 18 105 | 27 - 18 |
| 46    | 19 janvier | @ Chicago           | D 104-117 | Lauri Markkanen (28) | Jarrett Allen (10)   | Darius Garland (12) | United Center 20 824              | 27 - 19 |
| 47    | 22 janvier | Oklahoma City       | V 94-87   | Darius Garland (23)  | Evan Mobley (17)     | Darius Garland (11) | Rocket Mortgage FieldHouse 19 432 | 28 - 19 |
| 48    | 24 janvier | New York            | V 95-93   | Kevin Love (20)      | Evan Mobley (12)     | Darius Garland (12) | Rocket Mortgage FieldHouse 17 321 | 29 - 19 |
| 49    | 26 janvier | Milwaukee           | V 115-99  | Kevin Love (25)      | Jarrett Allen (10)   | Darius Garland (8)  | Rocket Mortgage FieldHouse 18 904 | 30 - 19 |
| 50    | 30 janvier | @ Détroit           | D 105-115 | Darius Garland (24)  | Allen, Mobley (9)    | Darius Garland (7)  | Little Caesars Arena 16 811       | 30 - 20 |
| 51    | 31 janvier | La Nouvelle-Orléans | V 93-90   | Brandon Goodwin (21) | Kevin Love (11)      | Cedi Osman (12)     | Rocket Mortgage FieldHouse 17 637 | 31 - 20 |

| Match                  | Date match | Équipe         | Score     | Meilleur marqueur    | Meilleur rebondeur | Meilleur passeur     | Lieux Spectateurs                 | Série   |
| ---------------------- | ---------- | -------------- | --------- | -------------------- | ------------------ | -------------------- | --------------------------------- | ------- |
| 52                     | 2 février  | @ Houston      | D 104-115 | Evan Mobley (29)     | Kevin Love (13)    | Brandon Goodwin (8)  | Toyota Center 14 163              | 31 - 21 |
| 53                     | 4 février  | @ Charlotte    | V 102-101 | Jarrett Allen (29)   | Jarrett Allen (22) | Brandon Goodwin (9)  | Spectrum Center 17 733            | 32 - 21 |
| 54                     | 6 février  | Indiana        | V 98-85   | Cedi Osman (22)      | Jarrett Allen (17) | Rajon Rondo (12)     | Rocket Mortgage FieldHouse 19 432 | 33 - 21 |
| 55                     | 9 février  | San Antonio    | V 105-92  | Darius Garland (27)  | Jarrett Allen (14) | Darius Garland (6)   | Rocket Mortgage FieldHouse 19 432 | 34 - 21 |
| 56                     | 11 février | @ Indiana      | V 120-113 | Jarrett Allen (22)   | Jarrett Allen (14) | Rajon Rondo (6)      | Gainbridge Fieldhouse 15 075      | 35 - 21 |
| 57                     | 12 février | @ Philadelphie | D 93-103  | Darius Garland (27)  | Evan Mobley (8)    | Caris LeVert (6)     | Wells Fargo Center 21 057         | 35 - 22 |
| 58                     | 15 février | @ Atlanta      | D 116-124 | Darius Garland (30)  | Evan Mobley (10)   | Darius Garland (8)   | State Farm Arena 15 947           | 35 - 23 |
| NBA All-Star Game 2022 |            |                |           |                      |                    |                      |                                   |         |
| 59                     | 24 février | @ Détroit      | D 103-106 | Lauri Markkanen (22) | Allen, Mobley (8)  | Rajon Rondo (9)      | Little Caesars Arena 15 622       | 35 - 24 |
| 60                     | 26 février | Washington     | V 92-86   | Lauri Markkanen (23) | Jarrett Allen (14) | Brandon Goodwin (6)  | Rocket Mortgage FieldHouse 19 432 | 36 - 24 |
| 61                     | 28 février | Minnesota      | D 122-127 | Kevin Love (26)      | Evan Mobley (10)   | Brandon Goodwin (12) | Rocket Mortgage FieldHouse 18 421 | 36 - 25 |

| Match | Date match | Équipe         | Score          | Meilleur marqueur    | Meilleur rebondeur  | Meilleur passeur    | Lieux Spectateurs                 | Série   |
| ----- | ---------- | -------------- | -------------- | -------------------- | ------------------- | ------------------- | --------------------------------- | ------- |
| 62    | 2 mars     | Charlotte      | D 98-119       | Darius Garland (33)  | Jarrett Allen (11)  | Kevin Love (5)      | Rocket Mortgage FieldHouse 19 019 | 36 - 26 |
| 63    | 4 mars     | @ Philadelphie | D 119-125      | Darius Garland (26)  | Kevin Love (10)     | Darius Garland (19) | Wells Fargo Center 21 391         | 36 - 27 |
| 64    | 6 mars     | Toronto        | V 104-96       | Lauri Markkanen (22) | Evan Mobley (17)    | Darius Garland (10) | Rocket Mortgage FieldHouse 19 432 | 37 - 27 |
| 65    | 8 mars     | @ Indiana      | V 127-124      | Darius Garland (41)  | Evan Mobley (12)    | Darius Garland (13) | Gainbridge Fieldhouse 14 066      | 38 - 27 |
| 66    | 11 mars    | @ Miami        | D 105-117      | Darius Garland (24)  | Evan Mobley (12)    | Darius Garland (10) | FTX Arena 19 600                  | 38 - 28 |
| 67    | 12 mars    | @ Chicago      | D 91-101       | Darius Garland (25)  | Kevin Love (11)     | Darius Garland (7)  | United Center 21 727              | 38 - 29 |
| 68    | 14 mars    | L.A. Clippers  | V 120-111 (OT) | Evan Mobley (30)     | Love, Markkanen (9) | Darius Garland (13) | Rocket Mortgage FieldHouse 18 742 | 39 - 29 |
| 69    | 16 mars    | Philadelphie   | D 114-118      | Darius Garland (22)  | Evan Mobley (9)     | Garland, LeVert (7) | Rocket Mortgage FieldHouse 19 432 | 39 - 30 |
| 70    | 18 mars    | Denver         | V 119-116 (OT) | Lauri Markkanen (31) | Evan Mobley (11)    | Darius Garland (14) | Rocket Mortgage FieldHouse 19 432 | 40 - 30 |
| 71    | 19 mars    | Détroit        | V 113-109      | Darius Garland (24)  | Evan Mobley (11)    | Darius Garland (12) | Rocket Mortgage FieldHouse 19 432 | 41 - 30 |
| 72    | 21 mars    | L.A. Lakers    | D 120-131      | Darius Garland (29)  | Lauri Markkanen (9) | Darius Garland (17) | Rocket Mortgage FieldHouse 19 432 | 41 - 31 |
| 73    | 24 mars    | @ Toronto      | D 104-117      | Lauri Markkanen (20) | Kevin Love (10)     | Darius Garland (10) | Scotiabank Arena 19 800           | 41 - 32 |
| 74    | 26 mars    | Chicago        | D 94-98        | Darius Garland (28)  | Evan Mobley (11)    | Darius Garland (5)  | Rocket Mortgage FieldHouse 19 432 | 41 - 33 |
| 75    | 28 mars    | Orlando        | V 107-101      | Darius Garland (25)  | Dylan Windler (9)   | Darius Garland (12) | Rocket Mortgage FieldHouse 19 432 | 42 - 33 |
| 76    | 30 mars    | Dallas         | D 112-120      | Caris LeVert (32)    | Moses Brown (9)     | Darius Garland (10) | Rocket Mortgage FieldHouse 19 432 | 42 - 34 |
| 77    | 31 mars    | @ Atlanta      | D 107-131      | Cedi Osman (21)      | Moses Brown (13)    | Darius Garland (8)  | State Farm Arena 17 491           | 42 - 35 |

| Match | Date match | Équipe       | Score     | Meilleur marqueur   | Meilleur rebondeur | Meilleur passeur    | Lieux Spectateurs                 | Série   |
| ----- | ---------- | ------------ | --------- | ------------------- | ------------------ | ------------------- | --------------------------------- | ------- |
| 78    | 2 avril    | @ New York   | V 119-101 | Darius Garland (24) | Moses Brown (13)   | Darius Garland (13) | Madison Square Garden 19 812      | 43 - 35 |
| 79    | 3 avril    | Philadelphie | D 108-112 | Darius Garland (23) | Moses Brown (12)   | Caris LeVert (7)    | Rocket Mortgage FieldHouse 19 432 | 43 - 36 |
| 80    | 5 avril    | @ Orlando    | D 115-120 | Darius Garland (27) | Kevin Love (13)    | Darius Garland (10) | Amway Center 16 897               | 43 - 37 |
| 81    | 8 avril    | @ Brooklyn   | D 107-118 | Darius Garland (31) | Kevin Love (9)     | Rajon Rondo (5)     | Barclays Center 18 169            | 43 - 38 |
| 82    | 10 avril   | Milwaukee    | V 133-115 | Kevin Love (32)     | Love, Mobley (10)  | Rajon Rondo (13)    | Rocket Mortgage FieldHouse 19 432 | 44 - 38 |

### Play-in tournament
| Play-in Total: 0-2 (Domicile : 0-1; Extérieur : 0-1) |

| Match | Date match | Équipe     | Score     | Meilleur marqueur   | Meilleur rebondeur | Meilleur passeur | Lieux Spectateurs      | Série |
| ----- | ---------- | ---------- | --------- | ------------------- | ------------------ | ---------------- | ---------------------- | ----- |
| 1     | 12 avril   | @ Brooklyn | D 108-115 | Darius Garland (34) | Kevin Love (13)    | Rajon Rondo (9)  | Barclays Center 17 732 | 0 - 1 |

| Match | Date match | Équipe  | Score     | Meilleur marqueur    | Meilleur rebondeur    | Meilleur passeur   | Lieux Spectateurs                 | Série |
| ----- | ---------- | ------- | --------- | -------------------- | --------------------- | ------------------ | --------------------------------- | ----- |
| 1     | 15 avril   | Atlanta | D 101-107 | Lauri Markkanen (26) | Markkanen, Mobley (8) | Darius Garland (9) | Rocket Mortgage FieldHouse 19 432 | 0 - 1 |

### Confrontations en saison régulière
| Conférence Est      | Conférence Est                              | Conférence Est                              | Conférence Est                              | Conférence Est                              | Conférence Ouest                            | Conférence Ouest                            | Conférence Ouest                            |
| Division Atlantique | Division Atlantique                         | Division Atlantique                         | Division Atlantique                         | Division Atlantique                         | Division Nord-Ouest                         | Division Nord-Ouest                         | Division Nord-Ouest                         |
| Équipe              | Domicile                                    | Domicile                                    | Extérieur                                   | Extérieur                                   | Équipe                                      | Domicile                                    | Extérieur                                   |
| ------------------- | ------------------------------------------- | ------------------------------------------- | ------------------------------------------- | ------------------------------------------- | ------------------------------------------- | ------------------------------------------- | ------------------------------------------- |
| Boston              | 91-89                                       | 92-98                                       | 101-111                                     |                                             | Denver                                      | 119-116 (OT)                                | 99-87                                       |
| Brooklyn            | 112-117                                     | 114-107                                     | 99-109                                      | 107-118                                     | Minnesota                                   | 122-127                                     | 123-106                                     |
| New York            | 95-93                                       |                                             | 126-109                                     | 119-101                                     | Oklahoma City                               | 94-87                                       | 107-102                                     |
| Philadelphie        | 114-118                                     | 108-112                                     | 93-103                                      | 119-125                                     | Portland                                    | 107-104                                     | 114-101                                     |
| Toronto             | 144-99                                      | 104-96                                      | 102-101                                     | 104-117                                     | Utah                                        | 108-109                                     | 111-91                                      |
|                     | 5–4                                         | 5–4                                         | 3–6                                         | 3–6                                         |                                             | 3–2                                         | 5–0                                         |
| Division            | 8–10                                        | 8–10                                        | 8–10                                        | 8–10                                        | Division                                    | 8–2                                         | 8–2                                         |
| Division Centrale   | Division Centrale                           | Division Centrale                           | Division Centrale                           | Division Centrale                           | Division Pacifique                          | Division Pacifique                          | Division Pacifique                          |
| Équipe              | Domicile                                    | Domicile                                    | Extérieur                                   | Extérieur                                   | Équipe                                      | Domicile                                    | Extérieur                                   |
| Chicago             | 115-92                                      | 94-98                                       | 104-117                                     | 91-101                                      | Golden State                                | 89-104                                      | 82-96                                       |
|                     |                                             |                                             |                                             |                                             | L.A. Clippers                               | 120-111 (OT)                                | 92-79                                       |
| Detroit             | 98-78                                       | 113-109                                     | 105-115                                     | 103-106                                     | L.A. Lakers                                 | 120-131                                     | 101-113                                     |
| Indiana             | 108-104                                     | 98-85                                       | 120-113                                     | 127-124                                     | Phoenix                                     | 115-120                                     | 92-101                                      |
| Milwaukee           | 115-99                                      | 133-115                                     | 104-112                                     | 119-90                                      | Sacramento                                  | 117-103                                     | 109-108                                     |
|                     | 7–1                                         | 7–1                                         | 3–5                                         | 3–5                                         |                                             | 2–3                                         | 2–3                                         |
| Division            | 10–6                                        | 10–6                                        | 10–6                                        | 10–6                                        | Division                                    | 4–6                                         | 4–6                                         |
| Division Sud-Est    | Division Sud-Est                            | Division Sud-Est                            | Division Sud-Est                            | Division Sud-Est                            | Division Sud-Ouest                          | Division Sud-Ouest                          | Division Sud-Ouest                          |
| Équipe              | Domicile                                    | Domicile                                    | Extérieur                                   | Extérieur                                   | Équipe                                      | Domicile                                    | Extérieur                                   |
| Atlanta             | 101-95                                      | 118-121                                     | 116-124                                     | 107-131                                     | Dallas                                      | 112-120                                     | 114-96                                      |
| Charlotte           | 112-123                                     | 98-119                                      | 113-110                                     | 102-101                                     | Houston                                     | 124-89                                      | 104-115                                     |
| Miami               | 105-94                                      |                                             | 111-85                                      | 105-117                                     | Memphis                                     | 106-110                                     | 121-132                                     |
| Orlando             | 105-92                                      | 107-101                                     | 115-120                                     |                                             | New Orleans                                 | 93-90                                       | 104-108                                     |
| Washington          | 94-97                                       | 92-86                                       | 116-101                                     | 93-110                                      | San Antonio                                 | 105-92                                      | 114-109                                     |
|                     | 5–4                                         | 5–4                                         | 4–5                                         | 4–5                                         |                                             | 3–2                                         | 2–3                                         |
| Division            | 9–9                                         | 9–9                                         | 9–9                                         | 9–9                                         | Division                                    | 5–5                                         | 5–5                                         |
| Conférence          | 27–25 (Domicile : 17–8; Extérieur : 10–17)  | 27–25 (Domicile : 17–8; Extérieur : 10–17)  | 27–25 (Domicile : 17–8; Extérieur : 10–17)  | 27–25 (Domicile : 17–8; Extérieur : 10–17)  | Conférence                                  | 17-13 (Domicile : 8–7; Extérieur : 9–6)     | 17-13 (Domicile : 8–7; Extérieur : 9–6)     |
| Total               | 44–38 (Domicile : 25–15; Extérieur : 19–23) | 44–38 (Domicile : 25–15; Extérieur : 19–23) | 44–38 (Domicile : 25–15; Extérieur : 19–23) | 44–38 (Domicile : 25–15; Extérieur : 19–23) | 44–38 (Domicile : 25–15; Extérieur : 19–23) | 44–38 (Domicile : 25–15; Extérieur : 19–23) | 44–38 (Domicile : 25–15; Extérieur : 19–23) |

## Classements
| Conférence Est | Conférence Est              | Conférence Est | Conférence Est | Conférence Est | Conférence Est | Conférence Est | Conférence Est |
| No             | Franchise                   | Vic.           | Déf.           | MJ             | V/D            | GB             |                |
| -------------- | --------------------------- | -------------- | -------------- | -------------- | -------------- | -------------- | -------------- |
| 1              | c - Heat de Miami           | 53             | 29             | 82             | .646           | –              |                |
| 2              | y - Celtics de Boston       | 51             | 31             | 82             | .622           | 2              |                |
| 3              | y - Bucks de Milwaukee      | 51             | 31             | 82             | .622           | 2              |                |
| 4              | x - 76ers de Philadelphie   | 51             | 31             | 82             | .622           | 2              |                |
| 5              | x - Raptors de Toronto      | 48             | 34             | 82             | .585           | 5              |                |
| 6              | x - Bulls de Chicago        | 46             | 36             | 82             | .561           | 7              |                |
|                |                             |                |                |                |                |                |                |
| 7              | x - Nets de Brooklyn        | 44             | 38             | 82             | .537           | 9              |                |
| 8              | pi - Cavaliers de Cleveland | 44             | 38             | 82             | .537           | 9              |                |
| 9              | x - Hawks d'Atlanta         | 43             | 39             | 82             | .524           | 10             |                |
| 10             | pi - Hornets de Charlotte   | 43             | 39             | 82             | .524           | 10             |                |
|                |                             |                |                |                |                |                |                |
| 11             | o - Knicks de New York      | 37             | 45             | 82             | .451           | 16             |                |
| 12             | o - Wizards de Washington   | 35             | 47             | 82             | .427           | 18             |                |
| 13             | o - Pacers de l'Indiana     | 25             | 57             | 82             | .305           | 28             |                |
| 14             | o - Pistons de Détroit      | 23             | 59             | 82             | .280           | 30             |                |
| 15             | o - Magic d'Orlando         | 22             | 60             | 82             | .268           | 31             |                |

| Division Centrale          | V  | D  | MJ | V/D  | GB | Dom   | Ext   | Div  |
| -------------------------- | -- | -- | -- | ---- | -- | ----- | ----- | ---- |
| y - Bucks de Milwaukee     | 51 | 31 | 82 | .622 | –  | 27–14 | 24–17 | 12–4 |
| x - Bulls de Chicago       | 46 | 36 | 82 | .561 | 5  | 27–14 | 19–22 | 10–6 |
| o - Cavaliers de Cleveland | 44 | 38 | 82 | .537 | 7  | 25–16 | 19–22 | 10–6 |
| o - Pacers de l'Indiana    | 25 | 57 | 82 | .305 | 26 | 16–25 | 9–32  | 2–14 |
| o - Pistons de Détroit     | 23 | 59 | 82 | .280 | 28 | 13–28 | 10–31 | 6-10 |